# Odprto prvenstvo ZDA 1970
Odprto prvenstvo ZDA 1970 je teniški turnir za Grand Slam, ki je med 2. in 13. septembrom 1970 potekal v New Yorku.

## Moški posamično
Ken Rosewall :  Tony Roche 2-6 6-4 7-6 6-3

## Ženske posamično
Margaret Smith Court :  Rosemary Casals 6-2 2-6 6-1

## Moške dvojice
Pierre Barthes /  Nikola Pilić :  Roy Emerson /  Rod Laver 6-3 7-6 4-6 7-6

## Ženske  dvojice
Margaret Smith Court /  Judy Tegart :  Rosemary Casals /  Virginia Wade 6-3 6-4 

## Mešane dvojice
Marty Riessen /  Margaret Smith Court :  Frew McMillan /  Judy Tegart 6-4 6-4